# Medina tartomány

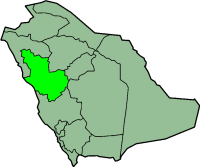
Medina tartomány elhelyezkedése Szaúd-Arábián belül

Medina tartomány (arabul منطقة المدينة المنورة [Minṭaqat al-Madīna al-Munawwara]) Szaúd-Arábia tizenhárom tartományának egyike. Az ország nyugati részén fekszik. Északon Tabúk, keleten Háil és Kaszím, délkeleten Rijád, délen Mekka tartomány, nyugaton pedig a Vörös-tenger határolja. Székhelye Medina városa. Területe 151 990 km², népessége a 2004-es népszámlálási adatok szerint 1 512 076 fő. Kormányzója Abd al-Azíz bin Mádzsid bin Abd al-Azíz Ál Szuúd herceg.

## Fordítás
Ez a szócikk részben vagy egészben  a   Liste der Provinzen Saudi-Arabiens című német Wikipédia-szócikk ezen változatának fordításán alapul.  Az eredeti cikk szerkesztőit annak laptörténete sorolja fel. Ez a jelzés csupán a megfogalmazás eredetét és a szerzői jogokat jelzi, nem szolgál a cikkben szereplő információk forrásmegjelöléseként.